# Stone Temple Pilots
Stone Temple Pilots (Español: Pilotos del Templo de Piedra) es un grupo estadounidense de Grunge, aunque una de sus principales características es la variedad de estilos musicales empleados en sus canciones. La banda ha fluctuado dentro de la ambigüedad del Rock alternativo de la década de 1990, gozando de gran popularidad en aquella época, vendiendo más de 17.5 millones de álbumes en EE. UU. y más de 40 millones a nivel mundial. A principios del 2008, el grupo sorprendió al anunciar su regreso a los escenarios, luego de haber estado separados desde 2003. Se destaca el hecho de que el vocalista principal en la historia de la banda, Scott Weiland, falleció en el año 2015 cuando ya no pertenecía al grupo, dejando un potente recuerdo en los fanes. Curiosamente, Chester Bennington, quien reemplazó a Weiland en la banda, también falleció al poco tiempo.

## Contexto
Este grupo se consagró en 1992 y se convirtió en uno de los grupos más notables de este periodo gracias a himnos del rock como "Plush", "Sex Type Thing" e "Interstate Love Song". Enmarcados en la tendencia grunge, fueron contemporáneos de Pearl Jam, Nirvana, Alice in Chains o Soundgarden, entre otros. A pesar de sufrir notorias acusaciones de copiar el estilo de otros grupos, Stone Temple Pilots sobrevivió a las feroces críticas y escribió su particular página en la historia de la música con cinco LP autónomos y en progresivo desarraigo con las tendencias y modas musicales del momento.
Muchas de sus composiciones responden a un alto nivel de composición e interpretación técnica y vocal. Su cantante original, Scott Weiland, desarrollaba melodías altamente sugestivas a través de un color de voz cálido, con giros y registros asombrosos en tonos altos, medios y bajos. Scott, personaje polémico y controvertido, ha prestado su voz en colaboraciones con músicos de diferentes estilos, ganándose a pulso el reconocimiento como una de las grandes voces de nuestro tiempo. El resto de los componentes de Stone Temple Pilots (Robert DeLeo al bajo, Dean DeLeo a la guitarra y Eric Kretz a la batería y la percusión) también aportaron a nivel individual un poderoso foco de identidad al grupo. El estilo rock del grupo se hizo más ligero en discos sucesivos. En estos años se relacionó a Weiland con asuntos de droga y cárcel. El grupo se disolvió tras varios años caminando por la fina línea del amor y el odio del público con un disco recopilatorio titulado Thank You. Entre sus avales se encuentra el haber vendido millones de copias por todo el mundo y actuar en incontables conciertos y festivales.
Luego de la separación, Scott Weiland se unió a Slash, Duff McKagan y Matt Sorum (exmiembros de Guns N' Roses), para formar Velvet Revolver, quienes editaron dos trabajos.
En enero de 2008, Scott Weiland anunció que estaba planeando una reunión de los componentes de la banda, algo confirmado posteriormente por Slash en una entrevista el 25 de enero. El grupo redebutó de manera oficial en el festival Rock on the Range en Columbus, Ohio, en mayo de 2008. Antes de dicho evento Scott Weiland fue despedido de Velvet Revolver.
En 2013, Weiland fue despedido de Stone Temple Pilots y siguió su carrera solista, hasta 2015 donde murió por un paro cardíaco, secundario a una aparente sobredosis de cocaína. Weiland sería reemplazado tiempo después por Chester Bennington, vocalista de la banda de rock Linkin Park. En 2017, tras las muerte de Bennington, Jeff Gutt fue elegido como el nuevo vocalista de Stone Temple Pilots.

## Biografía

### Formación
Stone Temple Pilots comenzó su andadura cuando Robert DeLeo conoció a Scott Weiland en un concierto del grupo punk Black Flag, en un local de Long Beach, California, en el que se dieron cuenta de que ambos estaban saliendo con la misma chica. Una vez rotas las relaciones sentimentales de ambos con la mujer, DeLeo y Weiland decidieron mudarse al piso vacante de su exnovia para formar una banda y ensayar en dicho lugar. Para ello contrataron a Corey Hicock como guitarrista, quien no acababa de "conectar" con Weiland y Robert, por lo que fue despedido poco tiempo después. La banda se llamó "Mighty Joe Young" en honor a la película del mismo nombre en inglés, que en su traducción al español, en su más tardía versión, se llamó "Mi gran amigo Joe"/"Joe". Para cubrir las labores de batería en el grupo, Eric Kretz se ofreció voluntario para adoptar dicho rol, y Robert llamó a su hermano Dean para rellenar el puesto de guitarrista. Anteriormente, los hermanos DeLeo habían formado un grupo llamado Tyrus.
De esta forma, Mighty Joe Young quedó conformada y empezó a tocar en diversos clubes de Los Ángeles. Al poco de empezar a girar por esta ciudad, la banda se enteró de que el nombre "Mighty Joe Young" ya había sido tomado por un músico de jazz, por lo que cambiaron el nombre por el de "Shirley Temple's Pussy", bajo el cual actuaron en diversos locales de San Diego. La banda quería un nombre con las iniciales STP porque les gustaba el logotipo de la compañía STP Motor Oil Company, por lo que a continuación vendría otro cambio de denominación hacia "Stereo Temple Pirates", después "Stinky Toilet Paper" y, a continuación, el ya definitivo "Stone Temple Pilots", en el año 1990.

### Core
En busca de conseguir que alguna compañía se interesase por los servicios de la banda, ésta actuó en diversos locales de estriptis, donde atrajo la atención de una numerosa base de fanes primero y del sello Atlantic Records después, por lo que Stone Temple Pilots editaron en dicha compañía su álbum debut, Core, en 1992.
El trabajo consiguió un inusitado éxito gracias, en parte a canciones como Sex Type Thing o Plush, por lo que comenzaron una gira con Rage Against the Machine y, a continuación de ésta, con Megadeth. En 1993, y debido al gran éxito del grunge, Core alcanzó posiciones muy altas en las listas de ventas de Estados Unidos, llegando a vender más de tres millones de copias, y alcanzando el tercer puesto del Billboard, por lo que STP comenzó una multitudinaria gira por su país de origen durante dos meses y medio. El disco fue producido por Brendan O'Brien, lo que sería una constante en la carrera del grupo.
Sin embargo, el disco no sentó demasiado bien a la crítica: en 1994, los lectores de la revista Rolling Stone adjudicaron a STP como la Mejor Banda Nueva, mientras que los críticos de dicha publicación nombraron a la banda como la peor. Dicho año, las críticas fueron selladas gracias a la nominación y posterior consecución del premio Grammy a la Mejor Interpretación de Hard Rock de Plush.

### Purple
Durante 1994, entre entregas de premios y diversos conciertos, Stone Temple Pilots comenzó a grabar lo que sería su segundo disco, Purple, más cercano al hard rock que su antecesor, y que debutó en el número uno de las listas americanas permaneciendo allí durante 15 semanas, lo que se convirtió en un récord de permanencia en el número uno. El éxito vino dado de la mano del tema Interstate Love Song, que se convirtió en un éxito masivo en las emisoras de radio. Otros éxitos que alberga el disco son Vasoline y Big Empty, la cual apareció en la banda sonora de la película El cuervo (1994). Cuatro meses después de la publicación del trabajo, había vendido más de tres millones de copias, lo que fue suficiente para ir de gira con The Rolling Stones.
Durante la gira de presentación del disco, Scott Weiland comenzó a tener problemas legales debido a su abuso de drogas, siendo detenido por posesión de heroína y cocaína en Pasadena, California. Con una posible condena de tres años por delante, la banda detuvo su actividad durante poco menos de un año hasta la finalización del juicio a Weiland, quien fue finalmente declarado "no culpable", por lo que la banda volvió al trabajo para comenzar a grabar el tercer disco en su carrera.

### Tiny Music... Songs from the Vatican Gift Shop
El esperado tercer disco de STP vio la luz en abril de 1996, bajo el título de Tiny Music... Songs from the Vatican Gift Shop. Una vez más, la sólida base de fanes de la banda colocó al disco en el cuarto puesto de las listas americanas en su primera semana, aunque no llegó al primer puesto probablemente debido al carácter más orientado hacia el pop que se puede percibir en el disco. Sin embargo, los problemas de Weiland con las drogas continuaron durante dicho año, teniendo que cancelar la banda diversas actuaciones y conciertos debido a ello, entre ellos una gira con Kiss. A causa de estos problemas, Weiland entró en una clínica de rehabilitación en 1996 para tratar su adicción bajo orden judicial del ayuntamiento de Pasadena durante seis meses bajo continua supervisión. Una vez transcurridos cinco de dichos seis meses, los cargos de posesión de drogas contra Weiland fueron levantados, y un mes después, Weiland finalizó su estancia allí para volver a reincidir dos meses después, en enero de 1997, regresando a otra clínica de rehabilitación. Como consecuencia de ello, otra gira de la banda fue cancelada.

### No. 4
Durante el periodo de inactividad de la banda, los restantes miembros formaron un proyecto paralelo llamado Talk Show en 1997, reclutando al vocalista Dave Coutts del grupo Ten Inch Men. El único álbum del grupo no tuvo demasiado éxito de público a pesar de las buenas críticas con las que fue recibido, por lo que el proyecto se cancela. Weiland también grabó un disco en solitario, 12 Bar Blues.
En 1999, una vez supuestamente superados los problemas de Weiland con las drogas, STP publicó el disco No. 4. De nuevo, los fanes consiguieron que el disco trepara hasta las primeras posiciones de las listas estadounidenses. Sin embargo, la carrera de la banda volvió a verse truncada una vez más debido a la sentencia de un año de cárcel contra Scott Weiland, quien fue condenado después de una sobredosis casi fatal de heroína, violando la libertad condicional que poseía.

### Shangri - La Dee DayThank You
Después de pasar un año en prisión, Weiland salió con ánimos renovados para grabar con Stone Temple Pilots el quinto disco de la banda que salió durante el verano de 2001, grabado en una casa alquilada en Malibú, California, llamado Shangri - La Dee Da, que no fue un gran éxito como sus antecesores, pero produjo dos modestos éxitos: "Days of the Week" y "Hollywood Bitch". Sin embargo la banda había comenzado a trabajar en un sexto álbum de estudio en 2002, que al parecer hubiera salido en enero de 2003, pero durante el último espectáculo de la STP otoño de 2002 ocurrió una tragedia; Scott Weiland y Dean DeLeo discuten y terminan hasta peleándose a puñetazos, lo que marcó el final de Stone Temple Pilots. El 11 de noviembre de 2003, Atlantic Records publicó un álbum de grandes éxitos, Thank You, con un DVD bonus. La compilación incluye una canción inédita llamada "All in the Suit That You Wear". El bonus DVD incluye una versión acústica de "Interstate Love Song" filmada en 1992 en la MTV Headbanger's Ball. Esta versión de "Plush" es ampliamente considerada como una de las vocales mejor cantadas de Scott Weiland.

### Proyectos después de STP

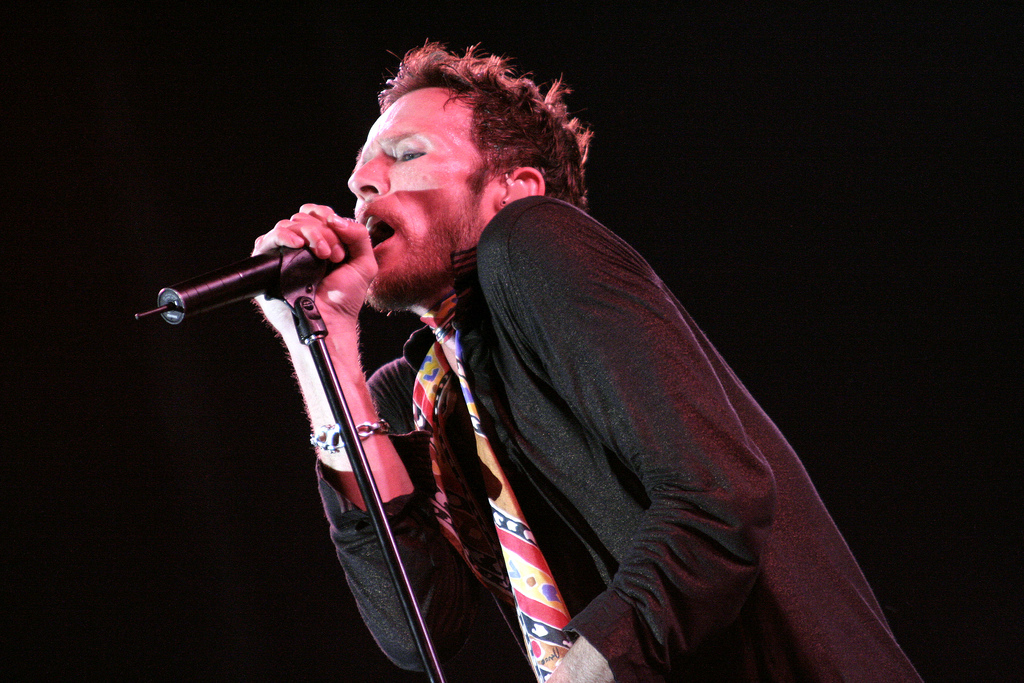
Scott Weiland en un concierto con Velvet Revolver en abril de 2007.

Una vez separados los Stone Temple Pilots, los hermanos DeLeo formaron la banda Army of Anyone con el baterista Ray Luzier y el cantante Richard Patrick del grupo Filter. El grupo ha publicado hasta la fecha un único disco homónimo sin demasiada repercusión con respecto al éxito popular, pero que obtuvo buenas críticas.
Por su parte, Scott Weiland se integró a Velvet Revolver, proyecto que hasta entonces contaba con la participación de Dave Kushner de la banda Wasted Youth y Slash, Duff McKagan y Matt Sorum de Guns N' Roses. Dicho supergrupo ha editado hasta la fecha dos LP, Contraband (2004) y Libertad (2007).
Con el paso de los años, Weiland considera su relación con los DeLeo como amistosa, mientras que tuvo algún roce en Velvet Revolver, especialmente con el batería Matt Sorum, quien habló en su contra en una entrevista a la revista Rolling Stone. Finalmente, se dio a conocer que Weiland no seguirá en la banda por sus constantes problemas con las drogas y, según los miembros de dicha agrupación, por no estar del todo comprometido.
En enero de 2008, Weiland confirmó la reunión de los componentes de la banda, que debutó en un concierto en Los Ángeles, para posteriormente aparecer como plato principal en el festival Rock on the Range en mayo en la ciudad de Columbus, Ohio.

### El Regreso

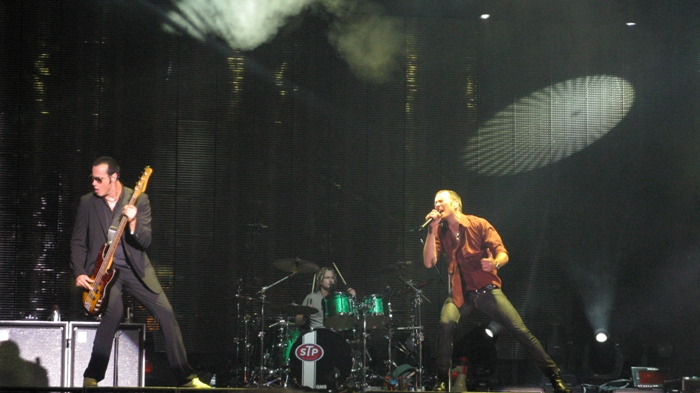
Stone Temple Pilots en su tour, 2008.

Según Dean DeLeo, la reunión de STP comenzó con una simple llamada de teléfono de la esposa de Weiland, Mary Forsberg. La oradora invitó a los DeLeo para disfrutar una fiesta de playa privada, que condujo a la reconciliación de Weiland y los hermanos DeLeo.  Archivado el 8 de abril de 2008 en Wayback Machine. En 2007, Dean DeLeo y Weiland estaban discutiendo con un promotor de conciertos a varios titulares festivales de verano. Weiland aceptó y dijo que había limpiado la breve gira con Velvet Revolver. Explicó, "todo fue bien. Entonces no era", y afirmó que el resto de la banda dejó de hablar con él. Como resultado de ello, Weiland anunció en medio de un show con Velvet Revolver el 21 de marzo de 2008 que sería su última gira con el grupo. El mes siguiente, los miembros de Stone Temple Pilots anunciaron que se reunirían para un 65-date tour de América del Norte. Durante uno de esos espectáculos, Weiland dijo sobre un posible nuevo álbum, afirmando que había "un montón de nuevas canciones en su cabeza" . Antes de comenzar el tour, Weiland fue ordenado por un tribunal a una condena de ocho días de cárcel debido a los gastos anteriores de los conciertos también por conducir en estado de embriaguez.
En junio de 2008, Atlantic Records presentó una demanda contra Weiland y Kretz por tratar de poner fin a su contrato a comienzos su separación (Los hermanos DeLeo habían sido librados de su contrato a finales de 2003). Aunque la banda ha cumplido al sello discográfico con seis álbumes, Scott declaró que quiere grabar otro álbum con Stone Temple Pilots, además de dos álbumes más si el sello discográfico decide poner en libertad las grabaciones . Stone Temple Pilots encabezó el 10 º festival anual de Voodoo Experience en Nueva Orleans el fin de semana antes de Halloween de 2008. Esto marcó una de las más grandes y exitosas actuaciones desde la reforma a principios de año. STP seis meses después anunció otra reunion-tour el 31 de octubre de 2008 en Pelham, Alabama. Los STP fueron llamados a presentar un show de Año Nuevo en Los Ángeles el día 31 de diciembre, seguido de un espectáculo en Las Vegas el 2 de enero de 2009.
Scott Weiland planificó sobre el lanzamiento de su segundo álbum en solitario, "Happy" en Chanclos, el 25 de noviembre y comenzará una gira en solitario para apoyar lo que será su primer disco en solitario desde 1998 .
El 22 de octubre, Weiland dijo a The Pulse of Radio que existe incertidumbre sobre la banda, y que el futuro de STP se desconoce. "No sé a dónde van a ir las cosas con STP", dijo. "Es triste saber que estamos todavía, de alguna manera, 'bloqueados' por un contrato con Atlantic Records, el cual es una farsa, realmente. Si termina siendo necesario, ya sabes, hacer una cierta cantidad de grabaciones para Atlantic con el fin de ser libres, entonces no sé si eso va conmigo. "
Días después, Weiland dijo durante una entrevista el 30 de octubre con WBCN STP, que ha escrito un "montón de nuevas canciones" durante la gira de reunión con la banda, hecho que indicaría la cercanía de un nuevo álbum en el horizonte del 2009, después de su gira en solitario. 
Dentro de las últimas actividades de la banda, se cuentan su participación en el evento anual "KROQ Almost Acoustic Christmas" realizado el 13 de diciembre de 2008.  La última vez que la banda tocó en este festival fue en 1994. Scott también participó como solista.
La compilación Buy This fue puesta en venta el 27 de noviembre de 2008, a través de Best Buy.
También se cuenta su participación en el show New Year's Eve Show en Los Ángeles el 31 de diciembre y un espectáculo en Las Vegas el 2 de enero de 2009.
En 2010 la banda lanzó un nuevo disco que se titula Stone Temple Pilots, que está compuesta por 12 canciones y se lanzó a la venta el 25 de mayo.<ref name="Rocktails">«Nuevo disco de Stone Temple Pilots». Rocktails. Consultado el 9 de abril de 2010.</ref>

### Despido de Scott Weiland e integración de Chester Bennington
Los rumores fueron fuertes desde que Slash hiciera el comentario de que había oído que Stone Temple Pilots habían despedido a Scott Weiland, quien desmintió esto cada vez que se le preguntó. La banda no se refirió al tema hasta mayo de 2013, cuando anunciaron que se presentarían en KROQ Weenie Roast 2013 con Chester Bennington (Linkin Park), con quien Scott hiciera dueto en el 2001.
El 18 de mayo se presentaron junto a Chester Bennington y mostraron una nueva canción, llamada "Out of Time". Scott Weiland dijo que por su parte haría un tour solista, con su propia celebración de aniversario por Core y Purple. El 8 de octubre de ese mismo año fue publicado en EP High Rise, primer producción discográfica de Stone Temple Pilots sin Weiland. En 2015 Chester Bennington abandonó la formación debido a los compromisos con su banda Linkin Park.

### Muerte de Weiland
El 3 de diciembre de 2015, el vocalista original de Stone Temple Pilots, Scott Weiland fue hallado sin vida en un autobús durante una gira en Minnesota, según la policía del caso, Weiland murió de un paro cardíaco a causa de drogas mezcladas con alcohol.

### Inactividad, muerte de Chester y llegada de Jeff Gutt
En el 2016 tras la salida de Chester y la muerte de Weiland, la banda quedó inactiva. Los hermanos DeLeo estuvieron acompañando la gira de Hollywood Vampires, la banda de Alice Cooper, el actor Johnny Depp y el guitarrista Joe Perry, tocando algunas canciones de STP. En el segundo semestre 2016 comenzaron las audiciones para encontrar un nuevo vocalista para STP, un proceso que no sería fácil y que tuvo varios meses de trabajo.
El 20 de julio de 2017, el vocalista Chester Bennington fue hallado sin vida en su casa de Palos Verdes, California. Chester falleció al suicidarse por ahorcamiento. Los miembros de STP lamentaron la partida de Bennington con un comunicado enviando sus condolencias a su familia. A pesar de la noticia, la banda siguió trabajando en silencio en un nuevo material con un nuevo vocalista.
El 14 de noviembre de 2017, Robert DeLeo hizo oficial la presentación de Jeff Gutt como nuevo vocalista de STP. La banda hizo un concierto el mismo día con Jeff para los fanes, el exparticipante de The X Factor tuvo una buena crítica de los fanes.
El 15 de noviembre de 2017 Stone Temple Pilots lanza el nuevo sencillo "Meadow" perteneciente a un próximo álbum de estudio.
El 31 de enero de 2018 se estrenó el segundo sencillo titulado "Roll me under" y a su vez se reveló el título del próximo álbum de estudio, el cual lleva el mismo nombre de la banda, incluyendo la fecha de publicación, la cual será el 16 de marzo de 2018.

### Stone Temple Pilots (2018)
Es el segundo álbum homónimo independiente de la banda y se lanzó el 16 de marzo de 2018. Stephen Thomas Erlewine de AllMusic dio una crítica favorable del álbum, comentando que el nuevo cantante Jeff Gutt «descubre cómo (Weiland) podía deslizarse de un gruñido a un suspiro, conjurando un poco de sexualidad enloquecedora mientras aún parecía un poco seguro». Erlewine también acreditó a los hermanos DeLeo por el sonido del álbum, afirmando que «ya sea que se trate de hard rock psicodélico o de melodías confitadas, el dúo no solo sabe cómo construir melodías, sino que saben cómo exhibir estos ganchos con producciones en capas que bordean el ornato» y que el álbum «muestra que no han perdido su habilidad para el hard rock heavy-hooky» y «ciertamente abre la puerta a otro acto en su carrera».
La banda también confirmó que se irán de gira promocionando el álbum.
El 2 de abril de 2018, se anunció una gira por los Estados Unidos de América llamada Revolution 3 Tour para el verano. Actuarán como headliner con Bush y The Cult.

## Miembros
Actuales
- Dean DeLeo – Guitarra (1985-2002; 2008–presente)
- Robert DeLeo – Bajo, coros (1985-2002; 2008–presente)
- Eric Kretz – Batería (1985-2002; 2008–presente)
- Jeff Gutt – Voz (2017–presente)

Antiguos
- Scott Weiland – Voz (1985–2002; 2008–2013; fallecido en 2015)
- Chester Bennington – Voz (2013–2015; fallecido en 2017)

## Discografía

### Álbumes de estudio
- 1992: Core
- 1994: Purple
- 1996: Tiny Music... Songs from the Vatican Gift Shop
- 1999: No. 4
- 2001: Shangri - La Dee Da
- 2010: Stone Temple Pilots
- 2018: Stone Temple Pilots (2018)
- 2020: Perdida

### EPs
- 2013: High Rise

### Álbumes en Vivo
- 1993: Unplugged live 93
- 1994: Live Paradiso 94
- 2019: STP Live
- 2022: Midnight ramble live 94

## Premios / Nominaciones
| Trabajo                             | Año  | Resultado | Categoría                                                                                  | Premio                      | Organismo                    |  |
| ----------------------------------- | ---- | --------- | ------------------------------------------------------------------------------------------ | --------------------------- | ---------------------------- |  |
| Trabajo                             | Año  | Resultado | Categoría                                                                                  | Premio                      | Organismo                    |  |
| Stone Temple Pilots                 | 1993 | Ganador   | Mejor Artista Nuevo (Best New Artist)                                                      | MTV Video Music Award       | MTV                          |  |
| Plush                               | 1993 | Nominado  | Mejor Vídeo Alternativo (Best Alternative Video)                                           | MTV Video Music Award       | MTV                          |  |
| Stone Temple Pilots                 | 1994 | Ganador   | Nuevo Artista Favorito de Rock/Pop (American Music Award for Favorite Pop/Rock New Artist) | American Music Award        | Academia Americana de Música |  |
| Plush                               | 1994 | Ganador   | Mejor Interpretación de Hard Rock (Best Hard Rock Performance)                             | Grammy                      | Recording Academy            |  |
| Vasoline                            | 1994 | Nominado  | Mejor Edición (Best Editing)                                                               | MTV Video Music Award       | MTV                          |  |
| Stone Temple Pilots                 | 1995 | Nominado  | Banda/Dúo/Grupo Favorito de Rock/Pop (Favorite Rock/Pop Band/Duo/Group)                    | American Music Award        | Academia Americana de Música |  |
| Stone Temple Pilots                 | 1995 | Nominado  | Artista Favorito de Hard Rock/Heavy Metal (Favorite Hard Rock/Heavy Metal Artist)          | American Music Award        | Academia Americana de Música |  |
| Stone Temple Pilots                 | 1995 | Nominado  | Mejor Vídeo de Grupo (Best Group Video)                                                    | MTV Video Music Award       | MTV                          |  |
| Interstate Love Song                | 1995 | Nominado  | Mejor Vídeo de Hard Rock (Best Hard Rock Video)                                            | MTV Video Music Award       | MTV                          |  |
| Interstate Love Song                | 1995 | Nominado  | Mejor Vídeo Alternativo (Best Alternative Video)                                           | MTV Video Music Award       | MTV                          |  |
| Interstate Love Song                | 1995 | Nominado  | Mejor Cinematografía (Best Cinematography)                                                 | MTV Video Music Award       | MTV                          |  |
| Stone Temple Pilots                 | 1997 | Nominado  | Artista Alternativo Favorito (Favorite Alternative Artist)                                 | American Music Award        | Academia Americana de Música |  |
| Stone Temple Pilots                 | 1997 | Nominado  | Artista Favorito de Hard Rock/Heavy Metal (Favorite Heavy Metal/Hard Rock Artist)          | American Music Award        | Academia Americana de Música |  |
| Trippin' on a Hole in a Paper Heart | 1997 | Nominado  | Mejor Interpretación de Hard Rock (Best Hard Rock Performance)                             | Grammy                      | Recording Academy            |  |
| Sour Girl                           | 2000 | Nominado  | Mejor Cinematografía (Best Cinematography)                                                 | MTV Video Music Award       | MTV                          |  |
| Sour Girl                           | 2000 | Nominado  | Mejor Clip de Rock Moderno del Año (Best Modern Rock Clip of the Year)                     | Billboard Music Video Award | Billboard                    |  |
| Down                                | 2001 | Nominado  | Mejor Interpretación de Hard Rock (Best Hard Rock Performance)                             | Grammy                      | Recording Academy            |  |